# Partant pour la Syrie

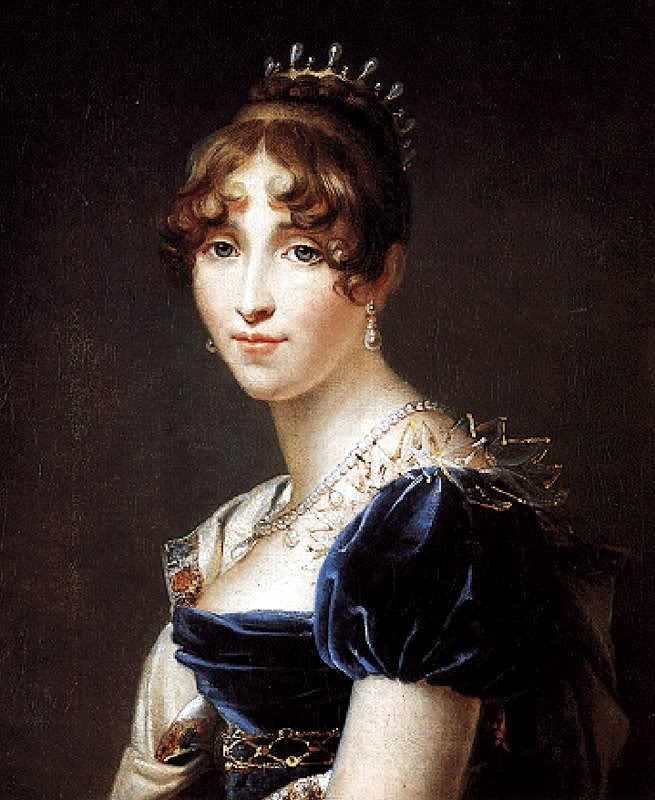
Hortense de Beauharnais

Partant pour la Syrie („Nach Syrien abreisend“) ist ein französisches Lied, welches während des Zweiten Französischen Kaiserreichs (1851 bis 1870) als vorherrschendes Repräsentationslied die Funktionen einer Nationalhymne erfüllte, so zum Beispiel im Jahr 1855 anlässlich des Besuchs des französischen Kaiserpaars in Buckingham Palace.

## Geschichte und Entstehung
Das von der Romantik beeinflusste Lied soll um 1807 entstanden sein. Bereits während des Französischen Kaiserreichs unter Napoleon l. war das Lied als inoffizielle Hymne populär und wurde oft gesungen. Die Melodie bzw. die Urfassung dazu stammt von Hortense de Beauharnais (1783–1837), der Mutter des Kaisers Napoleon III. (1808–1873). Der Musikwissenschaftler Arthur Pougin (1834–1921) schrieb es allerdings Louis-François-Philippe Drouet (1792–1855) zu, der Flötenspieler unter anderem an Louis Bonapartes Hof war.
Neuere Forschungen haben ergeben, dass Arthur Pougins Neuzuschreibung von einer gegen das Zweite Kaiserreich gerichteten Stimmung getrieben worden war und das Werk wieder Hortense de Beauharnais als Urheberin übereignet werden konnte. Ein Beleg findet sich dazu in Hortense de Beauharnais' Memoiren der Zeit zwischen 1815 und 1817, in denen sie auch über ihr Komponieren schreibt; sie bestätigt darin auch, dass Partant pour la Syrie bereits in der Kriegszeit um 1809 gesungen wurde:
«Ma seule occupation, dans la retraite où je vivais, était de composer de tristes romances. Je les faisais facilement. Le mouvement d’un salon même ne m’était pas désagréable. Partant pour la Syrie fut faite à la Mal-maison lorsque ma mère jouait au tric-trac. Elle eut du succès et fut chantée pendant la guerre de 1809, comme la Sentinelle l’avait été pendant la guerre d’Espagne. Depuis, à chaque campagne, on venait me prier d’en donner une, ce que je faisais toujours avec peine, car je n’aimais pas à passer pour un auteur, réputation trop brillante pour mon faible talent. A Constance, je n’avais que peu de livres et aucun recueil de poésies où je pusse trouver des paroles. J’avais fait autrefois quelques couplets pour mon frère; j’essayai d’en composer, mais l’obligation de trouver une rime, de me renfermer dans une mesure me fatigua bientôt et, après quelques mauvais vers, j’en restai à la musique.» (deutsch: „Meine einzige Beschäftigung in der Zurückgezogenheit, in der ich lebte, bestand darin, traurige Romanzen zu komponieren. Sie fielen mir leicht. Selbst das Kommen und Gehen im Wohnzimmer war mir nicht unangenehm. Partant pour la Syrie entstand in Malmaison, als meine Mutter Tric-Trac spielte. Sie [die Hymne] war ein Erfolg und wurde im Krieg von 1809 gesungen, so, wie Sentinelle im Spanischen Krieg gesungen worden war. Seitdem kam man bei jedem Feldzug auf mich zu und bat mich, eine [weitere Hymne] zu schreiben, was ich immer nur ungern tat, da ich es nicht mochte, als Autor zu gelten, ein Ruf, der für mein schwaches Talent zu glänzend war. In Konstanz hatte ich nur wenige Bücher und keine Gedichtsammlung, in der ich hätte Texte finden können. Doch der Zwang, einen Reim zu finden und mich in ein bestimmtes Metrum zu zwängen, ermüdete mich bald, und nach ein paar schlechten Versen blieb ich bei der Musik.“)
Sie berichtet weiter allerdings nicht, wie sie letztendlich auf den Text dieses Lieds kam, der allgemein Alexandre de Laborde zugeschrieben wird.

## Text

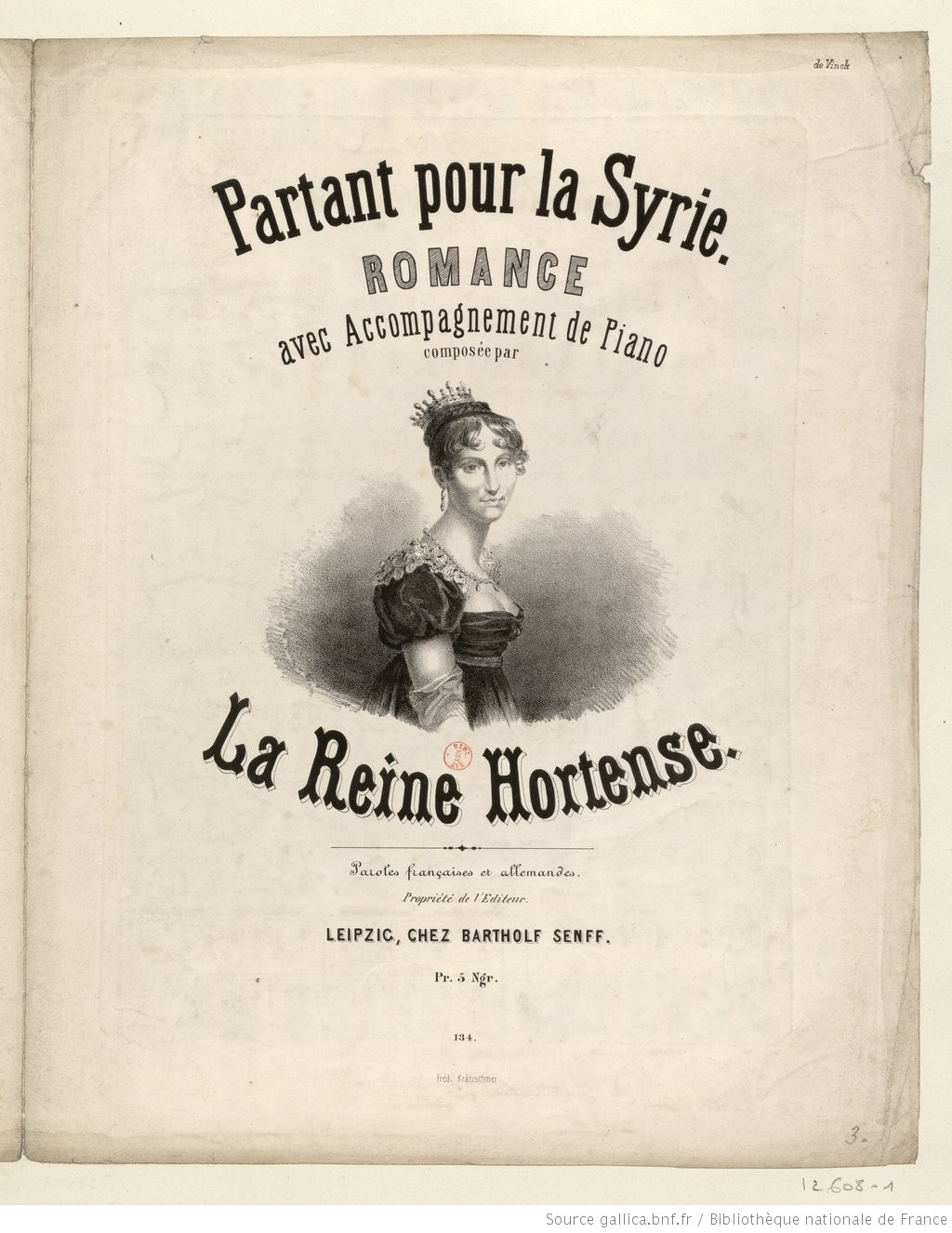
Partant pour la Syrie, romance

| Partant pour la Syrie, Le jeune et beau Dunois Venait prier Marie De bénir ses exploits : Faites, Reine immortelle, Lui dit-il en partant, Que j’aime la plus belle Et sois le plus vaillant.            | Als nach Syrien abzog Der junge schöne Dunois, Ging er, die Muttergottes zu bitten, Seine Heldentaten zu segnen: Mache du, unsterbliche Königin, Sagte er ihr bei seiner Abreise, Dass ich die Allerschönste liebe Und der Allertapferste bin. |
| Il trace sur la pierre Le serment de l’honneur, Et va suivre à la guerre Le Comte son seigneur ; Au noble vœu fidèle, Il dit en combattant : Amour à la plus belle, Honneur au plus vaillant.            | Er grub in den Stein Den Schwur der Ehre Und folgte in den Krieg Dem Grafen, seinem Herrn, Als edel treues Gelübde Sagte er im Kampfe: Liebe der Allerschönsten, Ehre dem Allertapfersten.                                                     |
| On lui doit la Victoire. Vraiment, dit le seigneur ; Puisque tu fais ma gloire Je ferai ton bonheur. De ma fille Isabelle Sois l’Epoux à l’instant, Car elle est la plus belle, Et toi le plus vaillant. | Man verdankte ihm den Sieg. Wahrlich, sprach der Herr, Da du meinen Ruhm begründet hast, Werde ich dein Glück machen. Sei von Stund an der Mann Meiner Tochter Isabell, Denn sie ist die Allerschönste, Und du der Allertapferste.             |
| À l’Autel de Marie Ils contractent tous deux Cette union Chérie Qui seule rend heureux. Chacun dans la chapelle Disait en les voyant : Amour à la plus belle, Honneur au plus vaillant.                  | Am Altar der Muttergottes Begründeten die beiden Diese liebste Vereinigung, Die alleine glücklich macht. Ein jeder in der Kapelle Sagte, als er sie sah: Liebe der Allerschönsten, Ehre dem Allertapfersten.                                   |